# 布拉赫马普尔
布拉赫马普尔（Brahmapur），是印度奥里萨邦Ganjam县的一个城镇。总人口289724（2001年）。

## 人口
该地2001年总人口289724人，其中男性150089人，女性139635人；0—6岁人口30588人，其中男17309人，女13279人；识字率73.57%，其中男性为82.80%，女性为63.64%。